# Secop
Die Secop GmbH (ehemals Danfoss Compressors GmbH) ist ein Hersteller von hermetischen Verdichtern für Kühlkreisläufe. Secop entwickelt, produziert und vertreibt diese Verdichter für zwei Anwendungsbereiche: gewerbliche Kleinkühlanlagen und Kühllösungen für den mobilen Bereich (12/24/48-Volt-Gleichstrom-Verdichter).
Die rund 70 Beschäftigte (Stand: 11/2023) zählende Unternehmenszentrale von Secop mit der Abteilung Forschung und Entwicklung, der Vertriebssparte und dem Produktsupport befindet sich in Flensburg. Secop unterhält überdies Produktionsstätten in der Slowakei und in der Volksrepublik China, ein Forschungs- und Entwicklungszentrum in Österreich sowie weltweite Vertriebs- und Kundendienstgesellschaften.

## Geschichte
Unter dem Namen Danfoss Compressors GmbH (zeitweise Danfoss Household Compressors GmbH) gehörte das heutige Unternehmen Secop bis zum Jahr 2010 zur Division Refrigeration & Air Conditioning des Unternehmens Danfoss A/S mit Sitz in Nordborg, Dänemark.
Am 29. November 2010 löste sich der Konzern rechtskräftig von diesem Segment seines Verdichter-Programms. Danfoss Compressors wurde von der Münchener Industrieholding Aurelius AG übernommen, soll aber auch unter neuer Eigentümerschaft ein enger Partner des Konzerns bleiben und seine Verdichterlösungen weiterhin über das Danfoss-Vertriebsnetz vertreiben.
Die Unternehmen legten den Wert der Transaktion nicht offen. Nach Einschätzungen der Medien war der Deal für Danfoss relativ klein: Es ist eines der größten Industrieunternehmen Dänemarks mit einem Jahresumsatz von mehr als 3,4 Mrd. Euro (zum Zeitpunkt der Transaktion) und 26.000 Mitarbeitern weltweit. Für Aurelius gilt die Übernahme hingegen als großer Wachstumsschritt (Umsatz 2009: 760 Millionen Euro).
Die Akquisition durch Aurelius beinhaltete die vollständige Geschäftstätigkeit in Deutschland, China, Slowenien und der Slowakei mit insgesamt rund 3000 Mitarbeitern. Im Zuge der Übernahme wurde Danfoss Compressors umbenannt und führt seine Geschäfte fortan mit einem neuen Markenauftritt unter dem Namen Secop. So ist die Secop GmbH ein neu entstandenes Unternehmen, das auf eine mehr als 60-jährige Geschichte zurückblicken kann.

## Krisenzeiten
Bereits vor der Übernahme durch Aurelius wurden Maßnahmen ergriffen, um Finanzkrisen entgegenzuwirken und Umsatzrückgänge aufzufangen. So war beispielsweise schon im Jahr 2005 die Rede von einer über Jahre verlustreichen Produktion von Haushaltsverdichtern und der Ankündigung, die Belegschaft zu halbieren. 2009 berichtete Danfoss-Vorstand Kim Fausing überdies von wöchentlichen Verlusten in Millionenhöhe aufgrund von Verkaufsrückgängen. Unter dem Strich wurde die Belegschaft in Flensburg unter anderem deshalb in den Jahren 2005 bis 2010 von 1.450 Mitarbeitern auf rund 200 reduziert. Auch wurde die Verdichterproduktion 2010 aus Flensburg ins Ausland verlegt; dort verbleiben lediglich, wie oben genannt, die Abteilung Forschung und Entwicklung, die Vertriebssparte und der Produktsupport.
Nach der Eröffnung einer neuen Produktionsstätte in Wuqing, China, im Jahr 2009 beschloss das Unternehmen 2011, seine Produktionsverteilung in Europa zu überdenken und zu optimieren. Es wurde beschlossen, die Produktionsstätte in Slowenien mittelfristig zu konsolidieren und die dortigen Ressourcen zum Zusammenbau von Kompressoren in das eigene Werk in der Slowakei zu verlagern. Das rund 1.750 Quadratmeter große Produktionsareal in der Stadt Črnomelj wurde im Laufe des Jahres 2014 abgebaut und das Gebäude im Februar 2015 an den neuen Besitzer übergeben. Im Juni 2015 zog Secop die letzten Mitarbeiter aus Slowenien ab.
Unter Aurelius verschlechterte sich die Auftragslage im Juli und August 2011 dann erneut. Mogens Søholm, Geschäftsführer von Secop, teilte mit, in diesen Monaten seien 20 % weniger Verdichter verkauft worden. Dieses Mal wurde mit der Einführung von Kurzarbeit reagiert, mit der die Zeit überbrückt werden sollte, bis der Umsatz wieder steigt. Die Kurzarbeit wurde bis maximal September 2012 vereinbart. Nach einem Monat Kurzarbeit wurde im November 2011 ein im Jahr 2008 ausgehandelter Sozialtarifvertrag zum Ende des Jahres gekündigt. Mogens Søholm begründete die Kündigung des Vertrages damit, dass der Sozialtarifvertrag eine Vereinbarung für die damals gekündigten Danfoss-Produktionsmitarbeiter war und somit ein Vertrag aus einer anderen Zeit sei. Die Situation sorgte für Verunsicherung in der Belegschaft und für Empörung seitens des Betriebsrates und der Gewerkschaft.
Zu Beginn des Jahres 2012 kündigte Secop weitere Kündigungen an und die rund 180 Mitarbeiter starke Belegschaft wurde nochmals um rund 60 dezimiert. Die Mitarbeiter protestierten.

## Jüngere Vergangenheit
Im Jahr 2021 zählte Secop rund 31 Mitarbeiter in Flensburg. In den drei Tochterunternehmen des Konzerns sind weltweit etwa 1350 Menschen beschäftigt.
Auf der China Refrigeration Exhibition im April 2013 in Shanghai stellte Secop Verdichter der X-Serie für das Kältemittel R600a vor. Der XV erhielt einen Innovation-Award für seine Kompaktheit und sein geringes Gewicht.
Secop selbst gab an: „Die neue Verdichter-Reihe der X-Serie kombiniert Kompaktheit und hohe Leistung. Die XV-Verdichter sind bis zu 40 % effizienter als vergleichbare Standardverdichter, setzen mit einem Geräuschpegel von 32 dB(A) neue Maßstäbe, erhöhen das Nutzvolumen durch die geringe Bauhöhe von nur 100 mm und reduzieren Kosten und Rohstoffverbrauch durch ein Gewicht von nur 4,8 kg.“
Im April 2013 übernahm Secop das insolvente Unternehmen ACC Austria GmbH in Fürstenfeld/Österreich für mehr als 25 Millionen Euro. Der Verdichterhersteller ACC war nach Konkursen der italienischen Mutter- und einer deutschen Tochtergesellschaft Ende 2012 gezwungen, ebenfalls Insolvenz anzumelden. Im Jahr 2012 konnte ACC einen Umsatz von circa 150 Millionen Euro erwirtschaften und war mit etwa 700 Mitarbeitern der größte Arbeitgeber der Region. Secop gab an, den Standort weitestgehend erhalten zu wollen.
Im Rahmen des kartellrechtlichen Genehmigungsprozesses wurde das Verweisungsverfahren an die Europäische Kommission im September 2013 abgeschlossen. Der Übernahme der ACC Austria GmbH wurde am 11. Dezember 2013 zugestimmt. Mitte 2015 teilte Secop allerdings mit, dass an diesem Standort, der seit Beginn an defizitär war, 120 von den 415 Mitarbeiter gekündigt und die Fertigung in die Slowakei verlagert werden solle.
Am 1. August 2017 wurde die gesamte Secop-Gruppe von Aurelius für 185 Millionen Euro an die japanische Aktiengesellschaft Nidec verkauft. Daraufhin wurde die Firma am 16. August 2018 offiziell von Secop GmbH zu Nidec Global Appliance Germany GmbH geändert. Am 4. Juni 2019 gab Nidec bekannt, dass die Secop-Gruppe an ESSVP IV – beraten durch die Orlando Management AG – verkauft wird. Als Grund dafür wurden kartellrechtliche Bedenken aufgrund weiterer Unternehmenskäufe in der Kühlkompressor-Branche durch Nidec angegeben. Am 10. September 2019 wurde die Transaktion offiziell als abgeschlossen verkündet und Secop agierte von diesem Zeitpunkt an wieder als eigenständiges Unternehmen.
Ende Oktober 2019 wurde bekanntgegeben, dass das Werk in Fürstenfeld bis März 2020 geschlossen wird. Die Fertigung wurde nach China und in die Slowakei verlagert, 250 Mitarbeiter wurden gekündigt. Anfang April 2020 wurde berichtet, dass 170 von 300 Arbeitsplätzen am Standort Fürstenfeld gesichert seien. Möglich sei dies durch den Verkauf der Delta-Produktionslinie von Secop an Nidec. Für die restlichen Mitarbeiter soll es einen Sozialplan geben. Einige wurden zudem am neuen Secop-Standort in Gleisdorf unter Vertrag genommen. Hier eröffnete Secop im Oktober 2020 ein neues Forschungs- und Entwicklungs-Zentrum mit 45 Arbeitsplätzen.

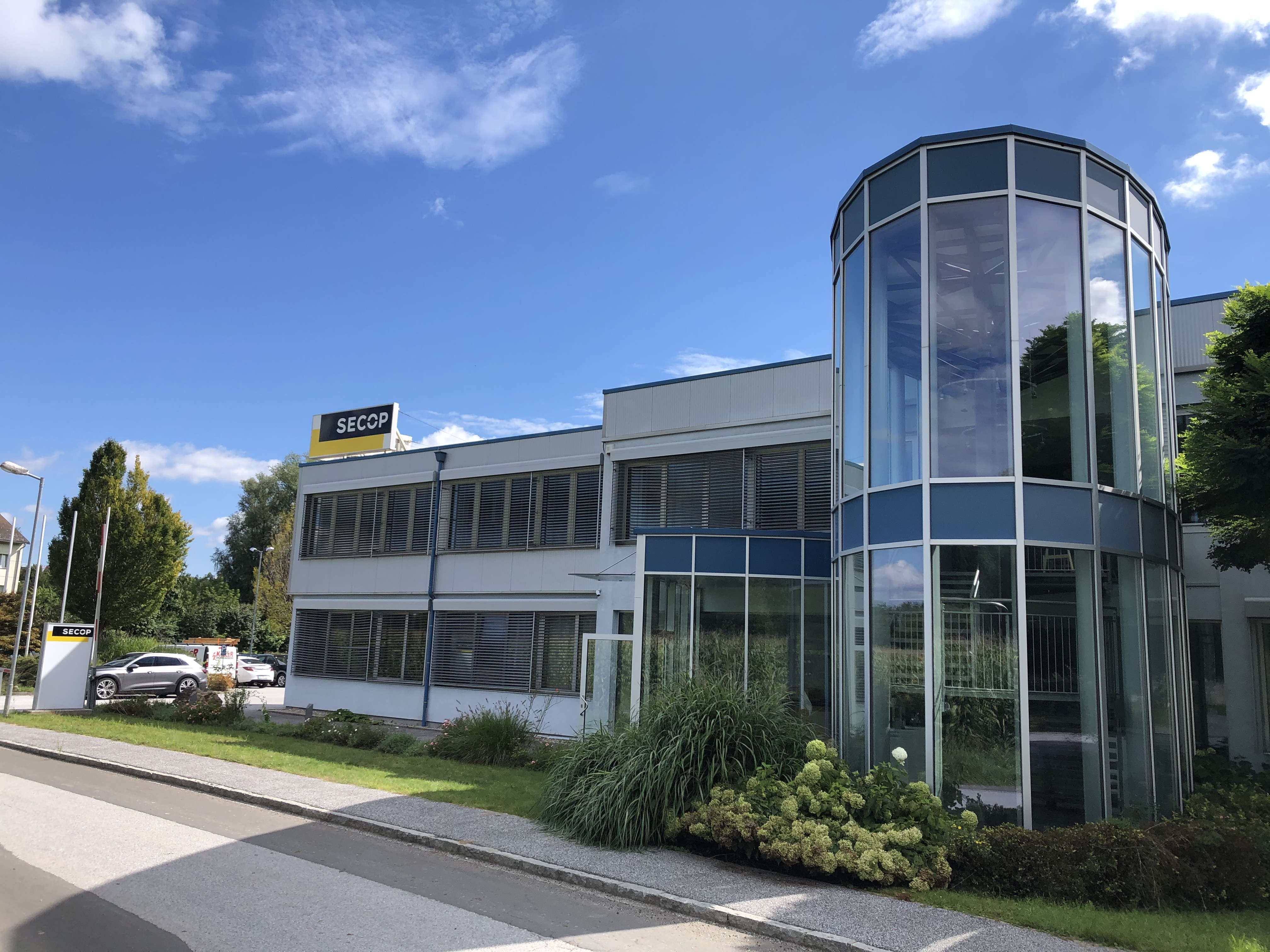
Das Forschungs- und Entwicklungszentrum von Secop in Gleisdorf

Im November 2020 feierte Secop das 10-jährige Bestehen der Marke – wobei die Historie des Unternehmens als Teil des Danfoss Unternehmens wesentlich weiter zurückreicht. Zu diesem Zeitpunkt verfügte die Unternehmensgruppe über ca. 1.350 Mitarbeiter insgesamt. Laut Aussage des Unternehmens war das Jahr 2020 von vielen Umstrukturierungen geprägt, die Secop zukunftsfähiger machen sollen. So wolle man sich künftig auf zwei Hauptgeschäftsfelder – Light Commercial und Mobile Cooling – konzentrieren. Secops Zeiten als Hersteller von Kompressoren für den Haushaltsbereich seien mit dem Verkauf der Delta-Produktionslinie und der Schließung des Standortes Fürstenfeld beendet.

## Gegenwart

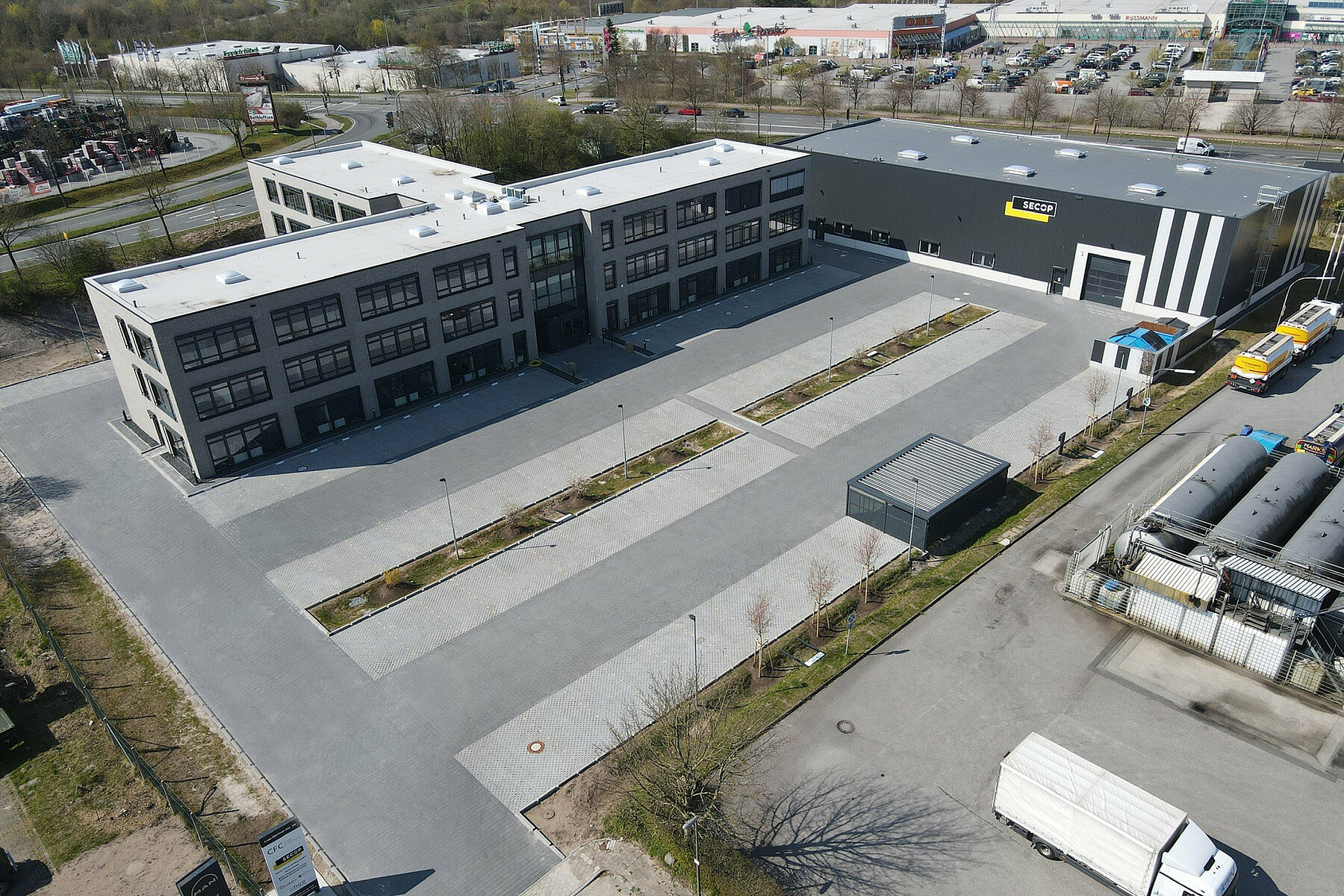
Das 2021 errichtete Hauptquartier der Firma Secop in Flensburg.

2021 errichtete Secop in Flensburg in der Lise-Meitner-Straße 21 ein neues Hauptgebäude. Hier wurden alle, bisher über mehrere Standorte verteilte Abteilungen, unter einem Dach zusammengeführt.
2023 wurde Secop als Top 100 Innovator ausgezeichnet. Ausschlaggebend dafür war die Entwicklung des BD-Nano, eines sehr kompakten hermetischen Kompressors, der besonders die Kühlung von Impfstoffen auf Transportwegen während der Corona-Krise ermöglichte. 
Das 4-köpfige Management des Unternehmens besteht aus:
- Dr. Jan Ehlers, Chief Executive Officer
- Johannes Maerz, Chief Operation Officer
- Michael Engelen, Chief Financial Officer
- Norbert Brath, Chief Technology Officer

## Standorte und Tochterunternehmen
| Unternehmensname                      | Adresse       | Land        | Beschäftigte (ca.) |
| ------------------------------------- | ------------- | ----------- | ------------------ |
| Secop GmbH                            | Flensburg     | Deutschland | 70                 |
| Secop Compressors (Tianjin) Co., Ltd. | Tianjin       | China       | 700                |
| Secop s.r.o.                          | Zlaté Moravce | Slowakei    | 600                |
| Secop Austria GmbH                    | Gleisdorf     | Österreich  | 50                 |

Hinweis: Die genannten Zahlen im Kontext der Kündigungen beziehen sich auf angekündigte Stelleneinsparungen. Die tatsächlich vorgenommenen Kündigungen sind nicht eindeutig nachzuvollziehen. Die Mitarbeiterzahlen sind hinzukommend das Ergebnis von Wiedereinstellungen, Kündigungen seitens der Mitarbeiter, Renteneinstiegen usw.